# Die Deutschen Inschriften
Die Deutschen Inschriften des Mittelalters und der Frühen Neuzeit (DI) ist ein 1934 von dem Germanisten Friedrich Panzer (Heidelberg) in Zusammenarbeit mit den Historikern Karl Brandi (Göttingen) und Hans Hirsch (Wien) gegründetes interakademisches epigraphisches Publikationsunternehmen. Das Projekt wird durch das Akademienprogramm gefördert. Als Laufzeitende ist das Jahr 2030 vorgesehen.

## Geschichte
Erste Sammlungen mittelalterlicher Inschriften gehen in die Zeit des Hochmittelalters und die Zeit des Frühhumanismus zurück. Eine der ersten auf dem Gebiet des heutigen Deutschland stellt „die Mainzer Inschriftensammlung des Hebelin von Heimbach im 16. Jahrhundert“ dar; im 17. Jahrhundert folgten Sammlungen in größerem Umfang. Während des 18. und 19. Jahrhunderts vermehrten sich die Sammlungen im Umfeld der entstehenden Geschichtswissenschaft. Es entstanden zahl- und umfangreiche Materialsammlungen; „[d]ie theoretische Durchdringung des Stoffes beschränkte sich jedoch auf die Erarbeitung einer christlichen bzw. altchristlichen Epigraphik […].“

### Die Anfänge (1900–1939)
Das epigraphische Editionsvorhaben die „Deutschen Inschriften“ und die damit verbundene Publikationsreihe gehen in ihrer historischen Entwicklung auf die Initiativen von Friedrich Panzer und Karl Brandi zu Beginn des 20. Jahrhunderts zurück. Beide hatten sich aus ihren jeweiligen Forschungsfeldern heraus bereits mit Inschriften und Inschriftenträgern des Mittelalters und der frühen Neuzeit als Quellen der Sprach- und Geschichtswissenschaften beschäftigt und waren mit dem zeitgenössischen Stand der epigraphischen Forschung unzufrieden. Besonders Brandi hebt hervor, „daß es an wirklich brauchbaren Hilfsmitteln und Methoden zur Datierung deutscher Inschriften völlig fehlte,“ auch wenn es „eine Fülle von Einzelveröffentlichungen und Notizen“ gab, welche als erste Materialsammlungen dienen konnten. Zusammen mit Edward Schröder fasste er in Marburg den Plan, „eine ‚deutsche Epigraphik‘ zu begründen“; ein Wechsel Brandis nach Göttingen verhinderte jedoch eine praktische Umsetzung.
Nachdem Brandis erster Vorstoß zu Beginn der 1900er Jahre gescheitert war, initiierte Panzer dreißig Jahre später, genauer am 2. August, ein erstes Konzeptionstreffen der Vertreter der Akademien zu Berlin, Heidelberg, Leipzig, München und Wien. Die Konzeptionsphase zog sich einige Monate hin, bis im August 1934 in Bamberg die Arbeitsgebiete wie -zeiträume abgesteckt, Panzer als Vorsitzender sowie Heidelberg zur Zentralstelle bestimmt und finanzielle Belange geklärt worden waren. Die letzten Akademien stimmten dem Vorhaben bis Weihnachten 1934 zu. Als Grundlage einer ersten Musteredition sollten die Inschriften der Stadt Mainz herangezogen werden. Diese sollte „zugleich […] als Versuch in bezug auf die Abgrenzung des Stoffes und auf Einzelfragen des Stoffes“ dienen und von Konrad Friedrich Bauer auf Grundlage seiner Dissertation Mainzer Epigraphik. Beiträge zur Geschichte der mittelalterlichen Epigraphik ab 1936 erarbeitet werden. Ernst Cucuel und Hermann Eckert begannen ab 1934 mit den Arbeiten an den Inschriften des Main- und Taubergrundes.
Die Projektbeteiligten planten zudem, innerhalb ihrer universitären wie akademischen Tätigkeiten einen methodischen Unterbau zu entwickeln und den epigraphischen Nachwuchs heranzuziehen. Dies geschah von Seiten Brandis in thematischen Übungen und Vorlesungen, die er jeweils im Wintersemester 1934/35 und 1935/36 anbot, von Seiten der anderen beteiligten Wissenschaftler durch die Abhaltung eines Inschriften-Lagers des Kartells der deutschen Akademien, das vom 6. bis zum 11. Juli 1936 in Mainz abgehalten wurde. Die Teilnehmer betonten hierbei die interdisziplinäre und internationale Ausrichtung der mittelalterlichen und frühneuzeitlichen Epigraphik sowie die Notwendigkeit der Verknüpfung von theoretischer Grundlage und praktischer Tätigkeit wie Erfahrung.
Die epigraphischen Arbeiten in Heidelberg gingen ihren Lauf, die Arbeit am ‚Musterband‘ Mainz geriet jedoch zwischen 1936 und 1938 ins Stocken. „Bauer sah sich wohl nicht mehr in der Lage, das Projekt neben seiner regulären Arbeit weiterhin durchzuführen und schlug deswegen Arens [1938] als seinen Nachfolger vor […].“ Fritz Arens nahm offiziell am 23. Januar 1939 die Arbeiten am Mainzer Band auf. Zwischen Arens und Panzer entwickelte sich eine postalische Korrespondenz, in der sich beide mit grundlegenden Fragen der Inschrifteneditorik auseinandersetzten und Leitlinien des Projektvorhabens für die Zukunft entwarfen.

### Drittes Reich und Zweiter Weltkrieg (1939–1945)
„Der zweite Weltkrieg bedeutete einen schweren Rückschlag für das Unternehmen […].“ Die Deutsche Forschungsgemeinschaft beschloss die Einstellung der finanziellen Förderung zum 30. September 1939. Eine Notfinanzierung kam zunächst von Seiten der Heidelberger Akademie, anschließend von Seiten der DFG. Ebenso bedrohte die Einberufung der Mitarbeiter zum Kriegsdienst das Vorhaben, auch wenn man versuchte, wie am Beispiel Arens von 1941 ersichtlich, die Mitarbeiter und das Projekt als „reichswichtige[s] Unternehmen“ auszugeben und damit zu schützen.
Die Kriegsschäden behinderten die Arbeit, Mitarbeiter und Bearbeiter fielen oder gingen während der Kriegsjahre verschollen, erarbeitete Materialsammlungen und Typoskripte in Heidelberg und Mainz gingen verloren oder wurden – wie Arens erstes Typoskript des Mainzer Bandes bei einem Bombenangriff 1942 – vernichtet. Deswegen kam es dazu, dass 1942 anstatt des als ‚Musterband‘ geplanten Arens’schen Mainz-Bandes die Inschriften des badischen Main- und Taubergrundes als Band DI-1 der Reihe erschien. Auch konnte im Februar 1945 von Arens und Bauer noch ein zur Nachwuchsförderung gedachtes Einführungsheft in die Inschriftenkunde publiziert werden.

### Nachkriegszeit (1945 bis heute)
Während der ersten Nachkriegsjahre konnte Fritz Arens seine Arbeit wieder aufnehmen. Zwischen 1951 und 1958 wurde sein Mainz-Band als Band DI-2 der Publikationsreihe in zehn Lieferungen veröffentlicht. Im Unterschied zur Heidelberger Sachordnung in DI-1 setzte Arens in DI-2 eine chronologische Ordnung durch. Auch andere während der Kriegszeit begonnene Bände – wie der 1958 erschienene Band DI-4 – konnten nach und nach publiziert werden.
1951 musste Panzer den Vorsitz altersbedingt abgeben. 1959 konnte sich das Inschriftenunternehmen neu konstituieren. Alteingesessene Forschungsstellen wurden personell erneuert und bekamen neue Impulse oder wurden – wie die Mainzer Arbeitsstelle im Jahr 1978 – ganz neu gegründet. Rudolf M. Kloos, der an der Ludwig-Maximilians-Universität in München erst als Lehrbeauftragter, dann als Honorarprofessor „Mittelalterliche und frühneuzeitliche Epigraphik“ lehrte, stieß mit seinen 1980 erschienenen Schriften eine methodische Fortentwicklung des Projektes an.
Auf dem Gebiet der DDR nahm Ernst Schubert als Mitarbeiter der Arbeitsstelle für Kunstgeschichte an der Deutschen Akademie der Wissenschaften zu Berlin 1954 die Arbeit am Inschriftenunternehmen auf, musste sie aber mit Schließung der Arbeitsstelle 1971 wieder einstellen. 1992 gelang es Schubert, im Zuge der Neustrukturierung der Berliner Akademie eine Arbeitsstelle für Inschriftenforschung an der Berlin-Brandenburgischen Akademie der Wissenschaften einzurichten. Vier Jahre später erreichte er die Gründung einer weiteren Arbeitsstelle der „Deutschen Inschriften“ an der Sächsischen Akademie der Wissenschaften zu Leipzig.
Im Jahr 2020 hat das interakademische Inschriftenunternehmen mit neun Arbeitsstellen in Deutschland und einer österreichischen in Wien seinen bislang größten personellen Umfang erreicht und mit der Publikation von zwei bis drei Inschriftenbänden pro Jahr seine Leistungsfähigkeit bestätigt.

## Vorhaben und Hintergrund
Die DI erfassen die Inschriften vom Frühmittelalter bis zum Jahre 1650 (und teilweise darüber hinaus) auf dem Gebiet der heutigen Bundesrepublik Deutschland, der Republik Österreich und der italienischen Provinz Südtirol. Inzwischen sind über 100 Bände erschienen; zuletzt im Jahr 2023 der Band 114 zu den Inschriften des Landkreises Nienburg/Weser. Ein einzelner Band dokumentiert in der Regel die Inschriften einer Stadt oder eines Landkreises (bzw. eines politischen Bezirks in Österreich), gelegentlich jedoch auch nur eines oder mehrerer spezifischer Standorte, Gebäude oder Gebäudeverbünde, deren epigraphische Überlieferung so reichhaltig ist, dass sie einen eigenen Band rechtfertigt bzw. nicht sinnvoll in den Band des jeweiligen Bearbeitungsgebietes integriert werden kann (zum Beispiel größere Friedhöfe, Dome oder Klosteranlagen).
Träger sind die Akademien der Wissenschaften in Düsseldorf, Göttingen, Heidelberg, Leipzig, Mainz und München sowie die Österreichische Akademie der Wissenschaften in Wien (bis 2002 war auch die Berliner Akademie an dem Projekt beteiligt). Die Arbeit erfolgt in derzeit zehn jeweils für bestimmte Regionen zuständigen Arbeitsstellen:
- Bonn (Nordrhein-Westfalen)
- Göttingen (Niedersachsen)
- Greifswald (Mecklenburg-Vorpommern)
- Halle (Saale) (Sachsen-Anhalt)
- Heidelberg (Baden-Württemberg)
- Leipzig (Sachsen)[27]
- Jena (Thüringen)
- Mainz (Hessen, Rheinland-Pfalz, Saarland)
- München (Bayern)
- Wien (Österreich, Südtirol)

Keine zuständigen Arbeitsstellen haben derzeit die deutschen Länder Berlin, Brandenburg, Bremen, Hamburg und Schleswig-Holstein. Das Unternehmen repräsentiert in Deutschland und Österreich zusammen mit dem Epigraphischen Dokumentationszentrum München das Forschungsgebiet der mittelalterlichen und neuzeitlichen Epigraphik auf wissenschaftlicher Ebene.
Die Inschriftenbände erscheinen im Reichert-Verlag, sind jedoch auch teilweise im Online-Portal „Deutsche Inschriften Online (DIO)“ einsehbar.

## Deutsche Inschriften Online (DIO)
Das Projekt „Deutsche Inschriften Online“ wurde als interakademisches Projekt der Akademien zu Göttingen und Mainz geplant und umgesetzt. Ziel des Projektes war die Digitalisierung und Online-Bereitstellung der Inschriftenbände DI 66/45/56/58/61. Die Realisierung des Projektes basiert auf der technischen Grundlage der in den Arbeitsstellen Greifswald und Mainz entwickelten Datenbanken. Das Projekt hat Pilotcharakter und versteht sich als Ausweitung des 2008 in Mainz in Zusammenarbeit mit dem Institut für Geschichtliche Landeskunde an der Universität Mainz realisierten Projektes „Inschriften Mittelrhein-Hunsrück (IMH)“, welches lediglich die Digitalisierung des Bandes „Die Inschriften des Rhein-Hunsrück Kreises I (DI 60)“ von Eberhard J. Nikitsch umsetzte. Die ursprüngliche Website des IMH-Projektes ist inzwischen im neuen DIO-Portal aufgegangen. Langfristig ist die Digitalisierung und Online-Bereitstellung weiterer Inschriftenbände sowie eine Übersetzung des Portals in die englische Sprache geplant.
Neben den digitalisierten Editionsbänden bietet DIO eine Volltextsuche, epigraphische News sowie die Artikelserien „Epigraphischer Tipp“ und „Inschrift im Fokus“ zu bestimmten Arten und Formen von Inschriften, sowie ein Glossar und eine themenbezogene Linkliste. Zudem bietet das Portal nicht nur Texte, sondern auch in die entsprechenden Katalognummern eingebettete Photographien zu zahlreichen Inschriften an und versucht auf diese Weise verschiedene Möglichkeiten der Informationsvermittlung zu koppeln.
Bisher können insgesamt 68 Inschriftenbände abgerufen werden (Stand Juni 2024).

### Online verfügbare Bände
- DI 19: Stadt Göttingen
- DI 22: Enzkreis
- DI 24: Lüneburger St. Michaeliskloster und Kloster Lüne bis 1550
- DI 25: Landkreis Ludwigsburg
- DI 26: Stadt Osnabrück
- DI 28: Stadt Hameln
- DI 29: Stadt Worms
- DI 30: Landkreis Calw
- DI 31: Aachener Dom
- DI 32: Stadt Aachen
- DI 33: Stadt Jena
- DI 34: Landkreis Bad Kreuznach
- DI 35: Stadt Braunschweig bis 1528
- DI 36: Stadt Hannover
- DI 37: Rems-Murr-Kreis
- DI 38: Landkreis Bergstraße
- DI 39: Landkreis Jena
- DI 41: Landkreis Göppingen
- DI 42: Stadt Einbeck
- DI 43: Rheingau-Taunus-Kreis
- DI 44: Landkreis Günzburg
- DI 45: Stadt Goslar
- DI 46: Stadt Minden
- DI 47: Landkreis Böblingen
- DI 49: Stadt Darmstadt und Landkreise Darmstadt-Dieburg und Groß-Gerau
- DI 50: Stadt Bonn
- DI 51: Stadt Wiesbaden
- DI 52: Stadt Zeitz
- DI 54: Landkreis Mergentheim
- DI 56: Stadt Braunschweig von 1529 bis 1671
- DI 57: Stadt Pforzheim
- DI 58: Stadt Hildesheim
- DI 59: Stadt Lemgo
- DI 60: Rhein-Hunsrück-Kreis I (Boppard, Oberwesel, St. Goar)
- DI 61: Stadt Helmstedt bis 1800
- DI 62: Landkreis Weißenfels
- DI 63: Odenwaldkreis
- DI 64: ehem. Landkreis Querfurt
- DI 66: Landkreis Göttingen
- DI 67: Stadt Passau bis zum Stadtbrand von 1662
- DI 69: Stadt Freising
- DI 70: Stadt Trier I
- DI 71: Stadt Trier II
- DI 73: Hohenlohekreis
- DI 74: Stadt Regensburg II. Der Dom St. Peter 1 (bis 1500)
- DI 75: Dom zu Halberstadt
- DI 76: Lüneburger Klöster. Ebstorf, Isenhagen, Lüne, Medingen, Walsrode, Wienhausen
- DI 77: Stadt Greifswald
- DI 78: Stadt Baden-Baden und Landkreis Rastatt
- DI 79: Rhein-Hunsrück-Kreis II (ehemaliger Landkreis Simmern und westlicher Teil des ehemaligen Landkreises St. Goar)
- DI 80: Landkreis Passau I. Die ehemaligen Bezirksämter Passau und Wegscheid
- DI 81: Stadt Essen
- DI 83: Landkreis Holzminden
- DI 84: Landkreis Weilheim-Schongau bis 1650
- DI 85: Stadt Halle an der Saale
- DI 86: Stadt Halberstadt
- DI 87: Werra-Meißner-Kreis I (Altkreis Witzenhausen)
- DI 88: Landkreis Hildesheim
- DI 89: Stadt Düsseldorf
- DI 91: Landkreis Hersfeld-Rotenburg
- DI 95: Stadt Regensburg. Der Dom St. Peter (2. Teil 1501 bis 1700)
- DI 96: Landkreis Northeim
- DI 99: Stadt Ingolstadt
- DI 100: Stadt Lüneburg
- DI 101: Landkreis Passau II
- DI 102: Stadt Stralsund
- DI 104: Landkreis Schaumburg
- DI 105: Altkreis Osterode

Zusätzlich gibt es noch sechs Online-Kataloge, die entweder nur in digitaler Form vorliegen oder nicht innerhalb der Editionsreihe „Die Deutschen Inschriften“ im Druck publiziert worden sind.
- DIO 1: Die Inschriften der Stadt Mainz. Teil 1: Die Inschriften des Domes und des Dom- und Diözesanmuseums von 800 bis 1350
- DIO 2: Die Inschriften des Kanonissenstifts Gandersheim und seiner Eigenklöster Brunshausen und Clus
- DIO 3: Die Inschriften der „deutschen Nationalkirche“ Santa Maria dell’Anima in Rom. Teil 1: Vom Mittelalter bis 1559
- DIO 4: Die Inschriften und Graffiti des Klosters Mariental
- DIO 5: Die Inschriften der Nagelkapelle im Dom zu Bamberg
- DIO 6: Die textilen Inschriften der Stadt Bamberg
- DIO 7: Die Inschriften der Stadt Braunschweig III: Die Inschriften des Klosters Riddagshausen und der in die Stadt Braunschweig eingemeindeten Dörfer

Weitere 20 Bände hat die Heidelberger Akademie der Wissenschaften als Digitalisate online bereitgestellt.
- DI 1: Badischer Main- und Taubergrund (Wertheim, Tauberbischofsheim)
- DI 2: Stadt Mainz von frühmittelalterlicher Zeit bis 1650
- DI 3: Burgenland
- DI 4: Stadt Wimpfen am Neckar
- DI 5: Stadt und Landkreis München
- DI 8: Landkreise Mosbach, Buchen und Miltenberg
- DI 10: Niederösterreich
- DI 12: Stadt und Landkreis Heidelberg
- DI 13: Friedhöfe St. Johannis, St. Rochus und Wöhrd zu Nürnberg
- DI 14: Stadt Fritzlar
- DI 15: Stadt Rothenburg ob der Tauber
- DI 16: Rhein-Neckar-Kreis (II). Ehemaliger Landkreis Mannheim, ehemaliger Landkreis Sinsheim (nördlicher Teil)
- DI 17: Landkreis Haßberge
- DI 18: Landkreis Bamberg
- DI 27: Würzburg bis 1525
- DI 40: Minoritenkirche zu Regensburg
- DI 44: Landkreis Günzburg
- DI 47: Landkreis Böblingen
- DI 68: Friedhöfe St. Johannis, St. Rochus und Wöhrd zu Nürnberg [1581–1608]
- DI 90: Friedhöfe St. Johannis, St. Rochus und Wöhrd zu Nürnberg [1609–1650]

### Kooperationsprojekte
Das Editionsvorhaben Die Inschriften der „deutschen Nationalkirche“ Santa Maria dell’Anima in Rom. Teil 1: Vom Mittelalter bis 1559. wurden im Kontext der Editionsreihe Die Deutschen Inschriften und ihres digitalen Ablegers DIO in Zusammenarbeit mit dem DHI Rom umgesetzt. Als interdisziplinäres Projekt verschiedener Arbeitsstellen und Institute im Kontext von DIO wurden mit St. Stephan virtuell anhand eines digitalen Rundganges durch den Kreuzbau der Mainzer Stephanskirche Möglichkeiten der Bearbeitung, der Verknüpfung und der – auch an eine breite interessierte Öffentlichkeit gerichteten – Darstellung epigraphischer, allgemein-historischer und raumbezogener Fragestellungen erarbeitet.
Das im Kontext der sogenannten Spatial Humanities angesiedelte Projekt Inschriften im Bezugssystem des Raumes (IBR) bildet mittels terrestrischem Laserscanning den Innenraum der Liebfrauenkirche in Oberwesel nach und verknüpft diese mit den epigraphischen Fachdaten der digital publizierten DI-Bände, „um auf dieser Grundlage räumliche wie inhaltliche Bezüge von epigraphischen und anepigraphischen Objekten untereinander zu modellieren und zu analysieren.“ Ziel des Projektes ist es eine Web-Applikation und ein „semantisches Modell [zu entwickeln], das die Sinn- und Bezugsebenen des Raumes zwischen Inschrift, Ausstattung, Liturgie und Gesellschaft darstellt und zu einem Netz verbindet“ und auf diese Weise einerseits neue Fragestellungen eröffnet und andererseits die Beantwortung vorhandener Fragen mittels quantitativer Methoden zulässt.
Innerhalb des an der Ruhr-Universität Bochum sowie der Johannes Gutenberg-Universität Mainz ansässigen DFG-Projektes Referenzkorpus historischer Texte des Deutschen werden die digital verfügbaren Inschriftentexte „unter Verwendung eines STTS-nahen Tagsets (HiTS) vollständig grammatisch annotiert“ und automatisiert lemmatisiert. Im Anschluss werden die Texte im Referenzkorpus Deutsche Inschriften verfügbar gemacht. Das Korpus soll „nach Abschluss ca. 400.000 annotierte Wortformen umfassen“ und im Anschluss für weitere sprachwissenschaftliche und kodikologische Fragestellung zur Verfügung stehen.

### Die Deutschen Inschriften
- Karl Brandi: Grundlegung einer deutschen Inschriftenkunde. In: Deutsches Archiv für Erforschung des Mittelalters 1 (1937), S. 11–43.
- Friedrich Panzer: Die Inschriften des deutschen Mittelalters. Ein Aufruf zu ihrer Sammlung und Bearbeitung. Im Auftrage der Akademien der Wissenschaften von Berlin, Göttingen, Heidelberg, Leipzig, München und Wien verfasst. Leipzig 1938.
- Ernst Cucuel: Das deutsche Inschriftenwerk der vereinigten Akademien, seine Aufgaben, Ziele und Methoden. In: Blätter für deutsche Landesgeschichte 85 (1939), S. 116–134.
- Rudolf M. Kloos: Die deutschen Inschriften. In: Deutsches Archiv für Erforschung des Mittelalters 15 (1959) S. 177–181.
- Rudolf M. Kloos: Die Deutschen Inschriften. Ein Bericht über das deutsche Inschriftenunternehmen. In: Studi medievali Ser. 3, Bd. 14 (1973), S. 335–362.
- Karl Stackmann: Bericht über die Tätigkeit der Inschriftenkommission (1970–1994). Der Beitrag Göttingens zur Sammlung und Bearbeitung der deutschen Inschriften. In: Jahrbuch der Akademie der Wissenschaften in Göttingen 1994, Vandenhoeck & Ruprecht, Göttingen 1995, S. 130–143 (Bericht über die Arbeit der Kommission in Göttingen).
- Deutsche Inschriften. Terminologie zur Schriftbeschreibung. Erarb. von den Mitarb. der Inschriftenkommissionen der Akademien der Wissenschaften in Berlin, Düsseldorf, Göttingen, Heidelberg, Leipzig, Mainz, München und Wien. Wiesbaden 1999.
- Renate Neumüllers-Klauser: Die Inschriftensammlung der Heidelberger Akademie der Wissenschaften. In: Heidelberger Jahrbücher 10 (1966), S. 113–134.
- Renate Neumüllers-Klauser: Folgenreiches Mittagessen im Hotel „Bamberger Hof“ 1934. Zu den Anfängen des Deutschen Inschriftenunternehmens. In: Werner Taegert (Hrsg.): Hortulus Floridus Bambergensis. Studien zur fränkischen Kunst- und Kulturgeschichte. Renate Baumgärtel-Fleischmann zum 4. Mai 2002. Petersberg 2004, S. 415–420.
- Eberhard J. Nikitsch: Fritz V. Arens als Mainzer Inschriftensammler und Epigraphiker. In: Mainzer Zeitschrift 103 (2008), S. 231–243.
- alo (= Adrienne Lochte): Kirchenglocken sind die grösste Herausforderung. Hürden auf dem Weg zum Quellenmaterial bei den „Deutschen Inschriften“. In: Akademie heute, Hrsg. Niedersächsische Akademie der Wissenschaften zu Göttingen, Heft 2/2025, S. 8–9. (Digitalisat auf adw-goe.de, abgerufen am 31. Juli 2025)

### Deutsche Inschriften Online
- Paul Sebastian Moos/Eberhard J. Nikitsch: Blick in die Historikerwerkstatt: Die Arbeitswelt des Epigraphikers. Historische Hilfswissenschaft und ihre Bedeutung für Geschichte und Wissenschaft – ein römischer Erfahrungsbericht. (URN: urn:nbn:de:0289-2012050312) In: Skriptum 2 (2012), Nr. 1. Das Essay gibt von Seiten der beteiligten Epigraphiker einen Einblick in das Editionsvorhaben Die Inschriften der „deutschen Nationalkirche“ Santa Maria dell’Anima in Rom, welches im Rahmen der Online-Editionsreihe DIO in Zusammenarbeit mit dem DHI Rom umgesetzt wurde.
- Anna Neovesky: St. Stephan virtuell – ein internetgestützter Panoramarundgang durch die Mainzer Stephanskirche – Entwicklung und Umsetzung eines Projektes im Bereich der digitalen Geisteswissenschaften. (URN: urn:nbn:de:0289-2012110220) In: Skriptum 2 (2012), Nr. 2. Der Essay zeigt Planung und technische Umsetzung eines interdisziplinären Projektes aus dem Bereich der Digital Humanities. Beteiligt bei der Erarbeitung waren die Akademie der Wissenschaften und der Literatur in Mainz mit ihren Forschungsstellen Die Deutsche Inschriften und Digitale Akademie, das Institut für Geschichtliche Landeskunde an der Universität Mainz und das i3mainz, Institut für Raumbezogene Informations- und Messtechnik an der FH Mainz.
- Torsten Schrade: Epigraphik im digitalen Umfeld. (URN: urn:nbn:de:0289-2011051816). In: Skriptum 1 (2011), Nr. 1. ISSN 2192-4457. (Artikel unter Creative-Commons-Lizenz verfügbar; gibt einen knappen Einblick in Entstehung und (Fort-)Entwicklung von DIO)
- Torsten Schrade: Vom Inschriftenband zum Datenobjekt. Die Entwicklung des epigraphischen Fachportals „Deutsche Inschriften Online.“ In: Nikolaus Henkel (Hrsg.): Inschriften als Zeugnisse kulturellen Gedächtnisses – 40 Jahre Deutsche Inschriften in Göttingen. Beiträge zum Jubiläumskolloquium vom 22. Oktober 2010 in Göttingen. Reichert Verlag, Wiesbaden 2012, S. 59–72.

### Projekt Deutsche Inschriften
- Die Deutschen Inschriften des Mittelalters und der Frühen Neuzeit (DIO) – Hauptseite
- Projektbeschreibung auf der Website der ADWL-Arbeitsstelle Digitale Akademie
- Twitter-Account des Projektes

- Inschriftenarbeitsstellen:
  - Arbeitsstelle Arbeitsstelle Bonn
  - Arbeitsstelle Göttingen
  - Arbeitsstelle Greifswald
  - Arbeitsstellen Halle, Leipzig (bis 2022 Dresden) und Jena
  - Arbeitsstelle Heidelberg
  - Arbeitsstelle Mainz
  - Arbeitsstelle München
  - Arbeitsstelle Wien

- Grabdenkmäler als Zeugnisse der Geschichte und Teil des kulturellen Erbes. Grabdenkmäler in Hessen bis 1650. In: Landesgeschichtliches Informationssystem Hessen (LAGIS).
- Band DI-60: „Die Inschriften des Rhein-Hunsrück-Kreises I (Boppard, Oberwesel, St. Goar) “ als Broschüre (Downloads)
- Bestand der Reihe “Die Deutschen Inschriften” in der Deutschen Nationalbibliothek (erfasst Publikationen aus dem Projekt bis DI 85) via RI-Opac
  - Berliner Reihe (Arbeitsstelle Berlin, seit 2002 vakant)
  - Düsseldorfer Reihe (Arbeitsstelle Bonn)
  - Göttinger Reihe (Arbeitsstellen Göttingen und Greifswald)
  - Leipziger Reihe (Arbeitsstellen Halle, Leipzig [ehem. Dresden] und Jena)
  - Heidelberger Reihe (Arbeitsstelle Heidelberg)
  - Mainzer Reihe (Arbeitsstelle Mainz)
  - Münchner Reihe (Arbeitsstelle München)
  - Wiener Reihe (Arbeitsstelle Wien)
- Digitalisate der von der Heidelberger Akademie der Wissenschaften bereitgestellten Bände der Deutschen Inschriften

### Kooperationen
- Epigraphisches Forschungs- und Dokumentationszentrum München
- Projektwebsite Inschriften im Bezugssystem des Raumes (IBR)
- Referenzkorpus Deutsche Inschriften: ReDI-Projektseite (Uni Bochum); Projektinformation FB: Germanistik (Uni Bochum)